# 양주 회암사지 선각왕사비
양주 회암사지 선각왕사비(楊州 檜巖寺址 禪覺王師碑)는 대한민국 경기도 양주시에 있는 고려 시대의 석비이다. 1963년 9월 2일 대한민국의 보물 제387호로 지정되었다. 고려말의 승려인 나옹(懶翁)화상을 추모하기 위하여 세운 비석이다. 비문의 글은 이색이 짓고, 글씨는 권중화가 쓴 것으로, 나옹의 생애와 업적을 기리는 내용이 담겨 있다. 1997년 보호각이 불에 타 비의 몸돌이 파손되었다. 보존 처리 후 2013년 현재 불교중앙박물관에 눕혀진 채로 보관되어 있다. 비가 있었던 원래의 자리에는 받침돌인 귀부가 남아 있으며, 원형을 본따 만든 비가 세워져 있다.

## 특징
고려 말의 승려 선각왕사 나옹(1320-1376)을 추모하기 위하여 왕의 명령으로 세운 비이다. 회암사는 고려 공민왕 13년(1364)에 나옹이 깨달음을 얻어 중국으로 갈 것을 결심했던 곳이며 공민왕 19년 이후 주지로 머무른 곳이다.
비는 어떤 사적을 후세에 전하기 위해 그 내용을 돌 등에 새겨 세운 것으로, 불교에서는 선종이 유행하면서 승려의 행적을 남기기 위해 부도와 함께 건립되었다. 비는 아래에서부터 위로 귀부-비몸(비신)-이수로 구성된다.
비는 절터 북서쪽 능선에 위치하는데 귀부·비몸(비신)·이수를 갖추고 있었다. 귀부는 형태가 섬세하지 못하지만 이수의 용조각은 매우 사실적이다.

## 모조비
원래의 비는 고려말 명승 나옹을 추모하기 위하여 고려 우왕 3년(1377년)에 건립하였으나, 1997년 3월 30일 성묘객의 부주의로 인한 화재가 발생하여 선각왕사비와 비를 보호하기 위하여 설치한 비각이 전소하였으며 현재 초석과 기단만 남아 있다.
양주시에서는 국가지정 보물 제387호 선각왕사비를 일반인들이 항상 볼 수 있도록 1999년 8월에 원형 모습 그대로 모조비를 건립하였다.

## 같이 보기
- 혜근
- 회암사